# (3579) Rockholt
(3579) Rockholt (1977 YA) – planetoida z pasa głównego asteroid okrążająca Słońce w ciągu 4,53 lat w średniej odległości 2,74 j.a. Odkryta 18 grudnia 1977 roku.